# Rio Coaçu
Rio Coaçu är ett periodiskt vattendrag i Brasilien.   Det ligger i delstaten Ceará, i den östra delen av landet, 1 700 km nordost om huvudstaden Brasília.